# Вознесенское сельское поселение (Пермский край)
Вознесе́нское се́льское поселе́ние — муниципальное образование в Верещагинском районе Пермского края Российской Федерации.
Административный центр — село Вознесенское.

## История
Статус и границы сельского поселения установлены Законом Пермской области от 9 декабря 2004 года № 1874-405 «Об утверждении границ и о наделении статусом муниципальных образований Верещагинского района Пермской области»

## Население
| 2010  | 2012  | 2013  | 2014  | 2015  | 2016  | 2017  |
| ----- | ----- | ----- | ----- | ----- | ----- | ----- |
| 3262  | ↗3273 | ↗3325 | ↘3303 | ↘3287 | ↘3262 | ↘3182 |
| 2018  | 2019  |       |       |       |       |       |
| ↘3092 | ↘3049 |       |       |       |       |       |

## Состав сельского поселения
В состав сельского поселения входит 21 населённый пункт:
| №  | Населённый пункт | Тип населённого пункта       | Население |
| -- | ---------------- | ---------------------------- | --------- |
| 1  | Аникино          | деревня                      | 145       |
| 2  | Вознесенское     | село, административный центр | ↘1681     |
| 3  | Ганичи           | деревня                      | 6         |
| 4  | Гаревка          | деревня                      | 79        |
| 5  | Горынцы          | деревня                      | 0         |
| 6  | Евсино           | деревня                      | 6         |
| 7  | Егоршата         | деревня                      | 29        |
| 8  | Еловики          | деревня                      | 90        |
| 9  | Зюкай            | разъезд                      | 57        |
| 10 | Каменка          | деревня                      | 186       |
| 11 | Кирпичики        | деревня                      | 18        |
| 12 | Кононово         | деревня                      | 0         |
| 13 | Кочни            | деревня                      | 1         |
| 14 | Ленино           | посёлок                      | 519       |
| 15 | Нежданово        | деревня                      | 29        |
| 16 | Панюши           | деревня                      | 6         |
| 17 | Пелени           | деревня                      | 5         |
| 18 | Первомайка       | деревня                      | 116       |
| 19 | Сарапулка        | деревня                      | 58        |
| 20 | Сенькино         | деревня                      | 6         |
| 21 | Старый Посад     | деревня                      | 79        |